# James L. Conger
James Lockwood Conger (* 18. Februar 1805 in Trenton, New Jersey; † 10. April 1876 in St. Clair, Michigan) war ein US-amerikanischer Politiker. Zwischen 1851 und 1853 vertrat er den Bundesstaat Michigan im US-Repräsentantenhaus.

## Werdegang
Im Jahr 1809 kam James Conger mit seinen Eltern nach Canandaigua im Ontario County (New York), wo er die öffentlichen Schulen besuchte. Anschließend studierte er Medizin. Im Jahr 1822 zog Conger nach Lancaster in Ohio, wo er einige Jahre als Lehrer arbeitete. Nach einem anschließenden Jurastudium und seiner im Jahr 1825 erfolgten Zulassung als Rechtsanwalt begann er in Lancaster in seinem neuen Beruf zu arbeiten. Nach einem Umzug nach Cleveland war er dort zwischen 1826 und 1837 als Rechtsanwalt tätig. Nach einem weiteren Umzug im Jahr 1837 kam James Conger in das Macomb County im damals neu entstandenen Staat Michigan. In seiner neuen Heimat arbeitete er im Handel und im Bankgewerbe. 1850 verlegte Conger seinen Wohnsitz nach Mount Clemens.
Politisch wurde er Mitglied der Whig Party. Bei den Kongresswahlen des Jahres 1850 wurde Conger im dritten Wahlbezirk von Michigan in das US-Repräsentantenhaus in Washington, D.C. gewählt, wo er am 4. März 1851 die Nachfolge von Kinsley S. Bingham antrat. Da er im Jahr 1852 auf eine weitere Kandidatur verzichtete, konnte er bis zum 3. März 1853 nur eine Legislaturperiode im Kongress absolvieren. Dort wurde zu diesem Zeitpunkt vor allem über die Frage der Sklaverei diskutiert.
Nach seinem Ausscheiden aus dem US-Repräsentantenhaus nahm Conger seine früheren Tätigkeiten wieder auf. Später zog er sich aus gesundheitlichen Gründen in den Ruhestand zurück. Er starb am 10. April 1876 in St. Clair und wurde in Columbus beigesetzt.